# District de Wanquan
Le district de Wanquan (万全区 ; pinyin : Wànquán Qū) est un district administratif de la province du Hebei en Chine. Il est placé sous la juridiction de la ville-préfecture de Zhangjiakou. Il avait le statut administratif de xian jusqu'en 2016. 

## Démographie
La population du district était de 214 757 habitants en 1999.